# Ukraińska Superliha piłki ręcznej kobiet
Ukraińska Superliha piłki ręcznej kobiet (ukr. Українська жіноча гандбольна суперліга) – najwyższa w hierarchii klasa kobiecych ligowych rozgrywek piłki ręcznej na Ukrainie, będąca jednocześnie najwyższym szczeblem centralnym (I poziom ligowy). Rywalizacja w niej toczy się – co sezon, systemem ligowym wraz z play-offami – o tytuł mistrza Ukrainy, a za jej prowadzenie odpowiada Ukraiński Związek Piłki Ręcznej (ukr. ФГУ – Федерація гандболу України).
Drużyny, które nie utrzymały się w lidze, są relegowane do II ligi. Najlepsze zespoły Superligi otrzymują możliwość gry w europejskich turniejach: Liga Mistrzyń piłkarek ręcznych i Puchar EHF piłkarek ręcznych pod patronatem Europejskiej Federacji Piłki Ręcznej (EHF).

## Historia
Piłka ręczna na Ukrainie pojawiła się w Charkowie w 1909 roku. Prototypem ukraińskiej gry piłki ręcznej była czeska "hazena", która uprawiana była jako gra gimnastyczna w towarzystwie sportowym "Sokił".
I właśnie Ukraina zaproponowała system do gry 7 na 7, kiedy praktycznie w całym Związku Radzieckim wychodziło do gry 22 piłkarzy.
Ukraińska piłka ręczna przez kilkadziesiąt lat była uważana za jedną z najlepszych w świecie: reprezentacja Związku Radzieckiego w piłce ręcznej dwa razy zdobyła tytuł mistrzów olimpijskich (1976, 1980) i mistrza świata, a ukraiński żeński klub Spartak Kijów 13 razy zdobywał Puchar Mistrzów Europy. Jednak wszystkie te sukcesy związane były z pracą wybitnego trenera Ihora Turczyna, po tragicznej śmierci którego nastąpił upadek w tym sporcie.
W 1992 roku, zaraz po upadku Związku Radzieckiego, Ukraina zorganizowała własne mistrzostwa w piłce ręcznej mężczyzn (wcześniej ukraińskie drużyny uczestniczyli w rozgrywkach mistrzostw ZSRR). Pierwsza edycja odbyła się w sezonie 1992 pod nazwą Mistrzostwo Ukrainy w piłce ręcznej mężczyzn. Wyszcza liha (ukr. Чемпіонат України з гандболу серед жінок. Вища ліга), chociaż Federacja Piłki Ręcznej Ukrainy (FHU) została założona dopiero w 1993 roku. Pierwszym mistrzem został klub ze stolicy kraju Spartak Kijów, potem na czołowe pozycje wyszedł klub Motor Zaporoże. Latem 2000 liga zmieniła nazwę na Ukraińska Wyszcza Liha "A" Piłki Ręcznej Kobiet (ukr. Гандбольна Вища ліга «А»), a latem 2004 na Ukraińska Superliha Piłki Ręcznej Kobiet (ukr. Українська жіноча гандбольна суперліга).

## Skład ligi w sezonie 2011/12
W sezonie 2011/12 w rozgrywkach występowało 6 zespołów.
- Hałyczanka Lwów
- Karpaty Użhorod
- Podatkowyj Uniwersytet Irpień
- Sparta Krzywy Róg
- Spartak Kijów
- Uniwersytet-Dniprianka Chersoń

## Mistrzowie i pozostali medaliści
| Sezon | K | K | T  | Mistrz            | Wicemistrz                    | III miejsce                   | Br. | Król strzelców                      | Uwagi    |
| Wyszcza liha mistrzostw Ukrainy w piłce ręcznej kobiet (ukr. Вища Ліга Чемпіонату України з гандболу серед жінок)     |   |   |    |                   |                               |                               |     |                                     |          |
| 1992 |   |   | 1  | Spartak Kijów     | Motor Zaporoże                | Awtomobilist Browary          |     |                                     | ? klubów |
| 1992/93 |   |   | 1  | Motor Zaporoże    | Awtomobilist Browary          | Spartak Kijóww                |     |                                     | ? klubów |
| 1993/94 |   |   | 2  | Motor Zaporoże    | Spartak Kijów                 | Awtomobilist Browary          |     |                                     | ? klubów |
| 1994/95 |   |   | 3  | Motor Zaporoże    | Spartak Kijów                 | Awtomobilist Browary          |     |                                     | ? klubów |
| 1995/96 |   |   | 2  | Spartak Kijów     | Motor Zaporoże                | Awtomobilist Browary          |     |                                     | ? klubów |
| 1996/97 |   |   | 4  | Motor Zaporoże    | Awtomobilist Browary          | Karpaty Użhorod               |     |                                     | ? klubów |
| 1997/98 |   |   | 5  | Motor Zaporoże    | Spartak Kijów                 | Hałyczanka Lwów               |     |                                     | ? klubów |
| 1998/99 |   |   | 6  | Motor Zaporoże    | Spartak Kijów                 | Awtomobilist Browary          |     |                                     | ? klubów |
| 1999/00 |   |   | 3  | Spartak Kijów     | Motor Zaporoże                | Hałyczanka Lwów               |     |                                     | ? klubów |
| Wyszcza liha A mistrzostw Ukrainy w piłce ręcznej kobiet (ukr. Вища Ліга A Чемпіонату України з гандболу серед жінок) |   |   |    |                   |                               |                               |     |                                     |          |
| 2000/01 |   |   | 7  | Motor Zaporoże    | Spartak Kijów                 | Transportnyk Browary          |     |                                     | ? klubów |
| 2001/02 |   |   | 8  | Motor Zaporoże    | Spartak Kijów                 | Hałyczanka Lwów               |     |                                     | ? klubów |
| 2002/03 |   |   | 9  | Motor Zaporoże    | Spartak Kijów                 | Hałyczanka Lwów               |     |                                     | ? klubów |
| 2003/04 |   |   | 10 | Motor Zaporoże    | Spartak Kijów                 | Hałyczanka Lwów               |     |                                     | ? klubów |
| Ukraińska Superliha Piłki Ręcznej Kobiet (ukr. Українська жіноча гандбольна суперліга)                                |   |   |    |                   |                               |                               |     |                                     |          |
| 2004/05 |   |   | 11 | Motor Zaporoże    | Hałyczanka Lwów               | Spartak Kijów                 |     |                                     | ? klubów |
| 2005/06 |   |   | 12 | Motor Zaporoże    | Spartak Kijów                 | Hałyczanka Lwów               |     |                                     | ? klubów |
| 2006/07 |   |   | 13 | Motor Zaporoże    | Hałyczanka Lwów               | Podatkowa Akademija Irpień    |     |                                     | ? klubów |
| 2007/08 |   |   | 14 | Motor Zaporoże    | Hałyczanka Lwów               | Karpaty Użhorod               |     |                                     | ? klubów |
| 2008/09 |   |   | 1  | SMART Krzywy Róg  | Motor Zaporoże                | Hałyczanka Lwów               |     |                                     |          |
| 2009/10 |   |   | 2  | SMART Krzywy Róg  | Zaporiżia-ZDIA Zaporoże       | Podatkowa Akademija Irpień    |     |                                     | ? klubów |
| 2010/11 |   |   | 3  | Sparta Krzywy Róg | Karpaty Użhorod               | Podatkowyj Uniwersytet Irpień |     |                                     | ? klubów |
| 2011/12 |   |   | 1  | Karpaty Użhorod   | Podatkowyj Uniwersytet Irpień | Spartak Kijów                 |     |                                     | ? klubów |
| 2012/13 |   |   | 2  | Karpaty Użhorod   | Hałyczanka Lwów               | Dniprianka Chersoń            |     |                                     | ? klubów |
| 2013/14 |   |   | 3  | Karpaty Użhorod   | Hałyczanka Lwów               | Dniprianka Chersoń            |     |                                     | ? klubów |
| 2014/15 |   |   | 1  | Hałyczanka Lwów   | Karpaty Użhorod               | Dniprianka Chersoń            |     |                                     | ? klubów |
| 2015/16 |   |   | 2  | Hałyczanka Lwów   | Karpaty Użhorod               | Dniprianka Chersoń            |     |                                     | ? klubów |
| 2016/17 |   |   | 3  | Hałyczanka Lwów   | Karpaty Użhorod               | Dniprianka Chersoń            |     |                                     | ? klubów |
| 2017/18 |   |   | 4  | Hałyczanka Lwów   | Karpaty Użhorod               | Dniprianka Chersoń            |     |                                     | ? klubów |
| 2018/19 |   |   | 5  | Hałyczanka Lwów   | Karpaty Użhorod               | Dniprianka Chersoń            |     |                                     | ? klubów |
| 2019/20 |   |   | 6  | Hałyczanka Lwów   | Reał Mikołajów                | Karpaty Użhorod               | 175 | Switłana Aksionowa (Reał Mikołajów) | ? klubów |

## Statystyka

### Tabela medalowa
Mistrzostwo Ukrainy zostało do tej pory zdobyte przez 5 różnych klubów.
Stan na 31 maja 2020. 
| Lp. | Klub                          | Miejsca na podium | Miejsca na podium | Miejsca na podium | Zwycięskie sezony                                    |   |   | |
| --- | ----------------------------- | ----------------- | ----------------- | ----------------- | ---------------------------------------------------- | - | - | --- |
| Lp. | Klub                          | 1.                | Motor Zaporoże    | 14                | Zwycięskie sezony                                    | 4 | 0 | 1992/93, 1993/94, 1994/95, 1996/97, 1997/98, 1998/99, 2000/01, 2001/02, 2002/03, 2003/04, 2004/05, 2005/06, 2006/07, 2007/08 |
| 2.  | Hałyczanka Lwów               | 5                 | 5                 | 7                 | 2014/15, 2015/16, 2016/17, 2017/18, 2018/19, 2019/20 |   |   | |
| 3.  | Spartak Kijów                 | 3                 | 9                 | 3                 | 1992, 1995/96, 1999/00                               |   |   | |
| 4.  | Karpaty Użhorod               | 3                 | 6                 | 3                 | 2011/12, 2012/13, 2013/14                            |   |   | |
| 5.  | Sparta Krzywy Róg             | 3                 | 0                 | 0                 | 2008/09, 2009/10, 2010/11                            |   |   | |
| 6.  | Transportnyk Browary          | 0                 | 2                 | 6                 |                                                      |   |   | |
| 7.  | Podatkowyj Uniwersytet Irpień | 0                 | 1                 | 3                 |                                                      |   |   | |
| 8.  | Zaporiżia-ZDIA Zaporoże       | 0                 | 1                 | 0                 |                                                      |   |   | |
| 9.  | Dniprianka Chersoń            | 0                 | 0                 | 7                 |                                                      |   |   | |